# 埃尔帕拉尔
埃尔帕拉尔，是西班牙卡斯蒂利亚-莱昂阿维拉省的一个市镇。 总面积11km2, 总人口128人（2001年），人口密度12人/km2。